# Юнусов, Максуд
Максуд Юнусов (узб. Maqsud Yunusov; 9 сентября 1932, Ташкент, Узбекская ССР, СССР — 19 марта 2020, Ташкент, Узбекистан) — советский и узбекский режиссёр, сценарист, заслуженный деятель искусств Узбекской ССР.

## Биография
Родился в селе Корасув близ Ташкента. Окончил Ташкентский институт театрального и изобразительного искусства (1955).
С 1956 года на узбекском телевидении.
Деятельность Юнусова в 60-х и 70-х годах была ориентирована на произведения современных писателей: «Вафодор» (В. Гафуров, 4 части), «Хорезм» (Д.Шарипов, 2 части), «Чаша терпения» (А.Удалов, 2 части), «Отец» (Х.Нуман, А.Шорахмедов, 6 частей), «Белый корабль» (Ч. Айтматов), "Белый зять "(А.Бубенов).
Он является одним из основателей жанра видеофильм на узбекском телевидении. Поставленные видеофильмы: «Сокровища Улугбека» (5 частей), «Дионат» (О. Якубов, 5 частей), «Гирдоб» (У. Усманов, 5 частей), «Навои» (Ойбек, 9 частей), «Бобур» (П. Кадырова на основе «Звёздных ночей», 10 частей), «Ичкуев» (Т.Полат, 4 части), «Лайли и Мажнун» (А.Навой, 3 части), «Ночь и день» (Чолпон, 5 частей), Имам аль-Бухари (Ходжа Садриддин Салим Бухари), «Дворец любви» (Н. Абдуллаев, 4 части), «Повествования об Ибн Сине» (10 частей) и т.д.
Лауреат Государственной премии Узбекистана имени Хамзы (1989). Награждён орденом Эл-Юрт Хурмати (2002).
Скончался в Ташкенте 19 марта 2020 года.

## Награды и звания
- Заслуженный деятель искусств Узбекской ССР
- Государственная премия Узбекской ССР имени Хамзы (1989)[2]
- Орден «Эл-юрт Хурмати» (Узбекистан)